# Amphitretus
Amphitretus (лат.) — род мезопелагических осьминогов из семейства Amphitretidae, единственный в подсемействе Amphitretinae. Представители рода, как и другие виды этого семейства, характеризуются наличием одного ряда присосок на каждой руке (однорядные присоски), мягким гелеобразным телом и неполусферическими глазами.

## Классификация
На ноябрь 2020 года в род включают 2 вида:
- Amphitretus pelagicus Hoyle, 1885
- Amphitretus thielei Robson, 1930